# Charles François Édouard Didelot
Pour les articles homonymes, voir Didelot.
Charles François Édouard Didelot (Brest, 31 mai 1861 - Paris, 22 mai 1933) est un officier de marine français. 

## Biographie
Fils d'Octave François Charles Didelot, il entre à l'École navale en octobre 1878 et en sort aspirant de 2e classe en octobre 1880. Il participa alors à la campagne de Tunisie sur la Surveillante. 
Aspirant de 1re classe (octobre 1881), il sert sur la Victorieuse (1882) puis le Kersaint (1883) à la division des mers de Chine et prend part aux opérations du golfe du Tonkin. Nomme en octobre 1883 enseigne de vaisseau, il est envoyé en 1885 au bataillon d'apprentis fusiliers à Lorient dont il sort breveté. Il embarque alors comme officier de manœuvre puis second sur l' Étoile à la division de l'Atlantique Sud et des côtes d'Afrique. 
Lieutenant de vaisseau (février 1888), il suit les cours de l’École des défenses sous-marines à Rochefort et est breveté en décembre. Il est alors nommé à la défense mobile de Brest comme membre de la Commission de réglage des torpilles. En escadre de Méditerranée sur le Bayard, il sert comme officier torpilleur et aide de camp de l'amiral Brown de Colstoun (1893) qu'il suit dans les mêmes fonctions lorsque celui-ci est nommé au commandement en chef de l'escadre du Nord sur le Suffren en 1894. 
En février 1895, il obtient un témoignage de satisfaction pour son travail sur la Défense des côtes d'Europe. Officier d'ordonnance du ministre, il est alors envoyé en mission d'information en Allemagne, Russie et Scandinavie (mai 1896) et est félicité à son retour pour son travail par le ministre. Il est ensuite détaché, en novembre 1896 à l'observatoire de Montsouris puis reçoit en 1897 le commandement de l'aviso-torpilleur Dague dans l'escadre envoyée au Levant lors des événements de Crète. 
Attaché à la station des pêches d'Algérie, officier de manœuvre sur l'Amiral Charner, il est envoyé à l’École supérieure de marine, en est breveté en décembre 1899 avec un témoignage de satisfaction et est promu capitaine de frégate en juillet 1900 à la 3e section de l’État-major général. Il embarque alors comme chef d'état-major de la 2e division en escadre du Nord sur le Formidable (1901) puis à l'escadre légère de Méditerranée sur le Pothuau (1902). 
En 1905, il commande le Mousqueton et la flottille de contre-torpilleurs de l'escadre de Méditerranée et est félicité en mars 1907 par le ministre pour ses Réflexions sur les contre-torpilleurs. Il est en 1907 aux commandes du garde-côtes Indomptable à Cherbourg et est promu capitaine de vaisseau en septembre 1908. Commandant du cuirassé Patrie (1909) et du corps de débarquement de l'escadre de Méditerranée, il sert comme chef d'état-major de la 1re escadre toujours sur la Patrie en 1911 puis de la 2e escadre (1913) et est chargé d'une mission diplomatique en Grèce qui lui apporte un témoignage de satisfaction en février 1914. 
Adjoint au commandant du front de mer à Cherbourg (1914), il est nommé contre-amiral en mars 1916, major général et commandant de l'arsenal de la ville. 
En février 1917, il est nommé au commandement de la base maritime et au gouvernorat militaire du Havre où il se montre excellent organisateur et diplomate. En février 1920, il est promu vice-amiral puis prend sa retraite en avril. 
Il fait partie en 1921 des membres fondateurs de l'Académie de marine et préside la Société des Œuvres de mer de 1929 à 1933.

## Récompenses et distinctions
- Chevalier (12 juillet 1893), officier (14 avril 1911) puis commandeur de la Légion d'Honneur (27 janvier 1918).